# Les Hommes en blanc (film, 1934)
Pour les articles homonymes, voir Les Hommes en blanc.
Pour plus de détails, voir Fiche technique et Distribution.
Les Hommes en blanc (Men in White) est un film américain réalisé par Richard Boleslawski, sorti en 1934.

## Synopsis
Les aventures d'un médecin talentueux et populaire, George Ferguson, qui, en parallèle, rencontre des difficultés avec sa fiancée, Laura Hudson, excédée de le voir passer plus de temps dans une salle d'opération qu'à ses côtés. Il rencontre une jeune infirmière avec qui il a une liaison.

## Fiche technique
- Réalisation : Richard Boleslawski
- Assistant-réalisateur : Red Golden
- Scénario : Waldemar Young
- Photographie : George Folsey
- Production : Monta Bell
- Costumes : Adrian Gown
- Son : Douglas Shearer
- Montage : Frank Sullivan
- Langue : anglais
- Format : noir et Blanc
- Genre : drame
- Durée : 72 min
- Sortie : 6 avril 1934.

## Distribution
- Clark Gable : Dr George Ferguson
- Myrna Loy : Laura Hudson
- Jean Hersholt : Dr 'Hockie' Hochberg
- Elizabeth Allan : Barbara Denham
- Otto Kruger : Dr Levine
- C. Henry Gordon : Dr Cunningham
- Russell Hardie : Dr 'Mike' Michaelson
- Wallace Ford : Shorty
- Henry B. Walthall : Dr McCabe
- Russell Hopton : Dr Pete Bradley
- Samuel S. Hinds : Dr Gordon
- Frank Puglia : Dr Vitale
- Leo Chalzel : Dr Wren
- Donald Douglas : Mac

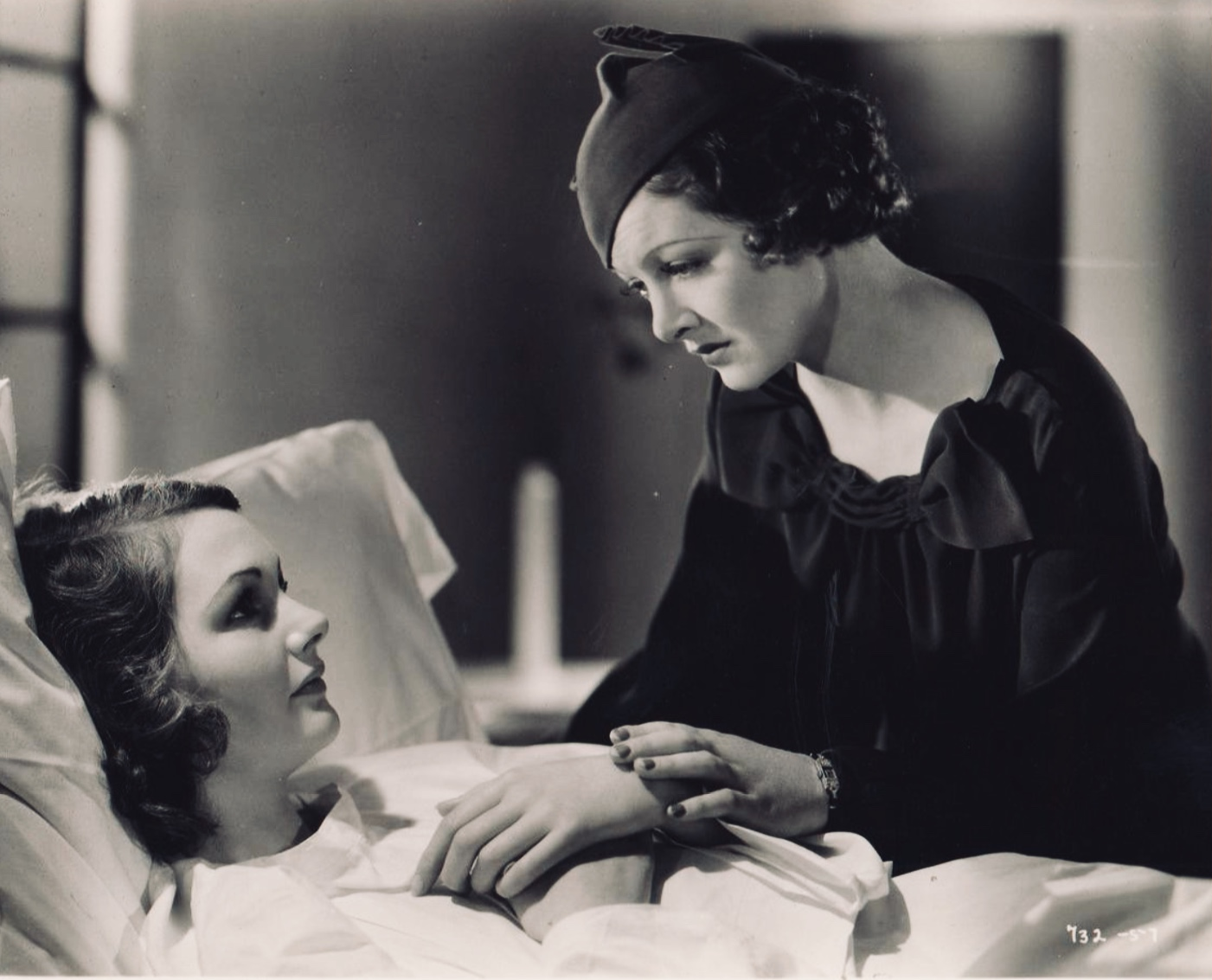
Elizabeth Allan et Myrna Loy

Et, parmi les acteurs non crédités :
- Berton Churchill : John Hudson
- Mary MacLaren : Une infirmière
- Sarah Padden : Mme Rose Smith

## Autour du film
- Début du tournage le 20 décembre 1933 pour une durée de quelques semaines[1].
- Le film évoque subtilement l'avortement qui était un sujet tabou à cette époque. La Ligue pour la vertu dénonça l’œuvre [2]. De nombreuses coupes furent effectuées lors du montage final[3].
- Franchot Tone était prévu pour le rôle de George Fergusson. Lionel Barrymore également[4]
- Clark Gable avait des vues sur Myrna Loy dont il était opposé pour la première fois. Un soir, en marge du tournage, Lui et sa femme, Ria, raccompagnèrent l'actrice chez elle, en voiture, après une soirée. Profitant d'un moment où il se trouvait seul avec elle, il tenta de l'embrasser alors que Ria était à proximité. L'actrice le poussa instinctivement sur un buisson. Par la suite les deux acteurs se lieront d'amitié mais Clark Gable était frustré par cet échec[5] et irrité que Myrna Loy ait préféré se laisser  embrasser par Spencer Tracy (l'un des meilleurs amis de Clark Gable)[6],[7]. Il n'eut pas plus de chances lorsqu'il la retrouva quelques semaines plus tard pour le tournage de L'Ennemi public no 1. L'actrice était plutôt fascinée par John Dillinger qui la convoitait. Le gangster sera finalement abattu à Chicago alors qu'il guettait l'opportunité de rendre clandestinement visite à Myrna Loy [8],[9],[10],[11].
- Le film fut un succès. Delon la MGM, la production aurait gagné 890 000 dollars aux Etats-Unis et au Canada et 565 000 dollars dans le reste du monde [12].
- L’œuvre sera adaptée en pièce radiophonique sur CBS le 19 juillet 1943[13].